# Tondo

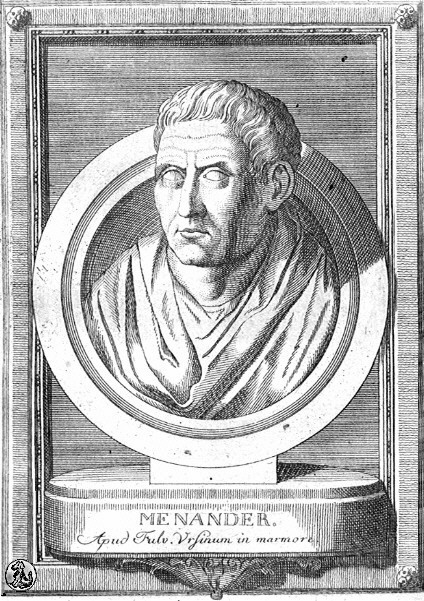
Stich eines Hochrelief-Tondos, Büste des Menandros

Ein Tondo (das oder der Tondo; Mehrzahl: Tondi oder Tondos) oder Rundbild ist ein kreisrundes Bildwerk. Ein Tondo kann als Gemälde oder Relief gestaltet sein. Das Wort ist vom italienischen rotondo für „rund“ (lateinisch rotundus) abgeleitet; es ist davon eine abgekürzte Form.
Tondi waren bereits in der griechischen Antike und im Alten Rom beliebt. Das Tondo war auch seit der Antike bis in die Epoche des Historismus ein häufig verwendetes Gestaltungselement in der Architektur. Oft wurden Tondi an den Giebelseiten von Gebäuden unterhalb der Dachkonstruktion als dekoratives Element in die Fassade oder im Bereich der Risalite eingefügt.

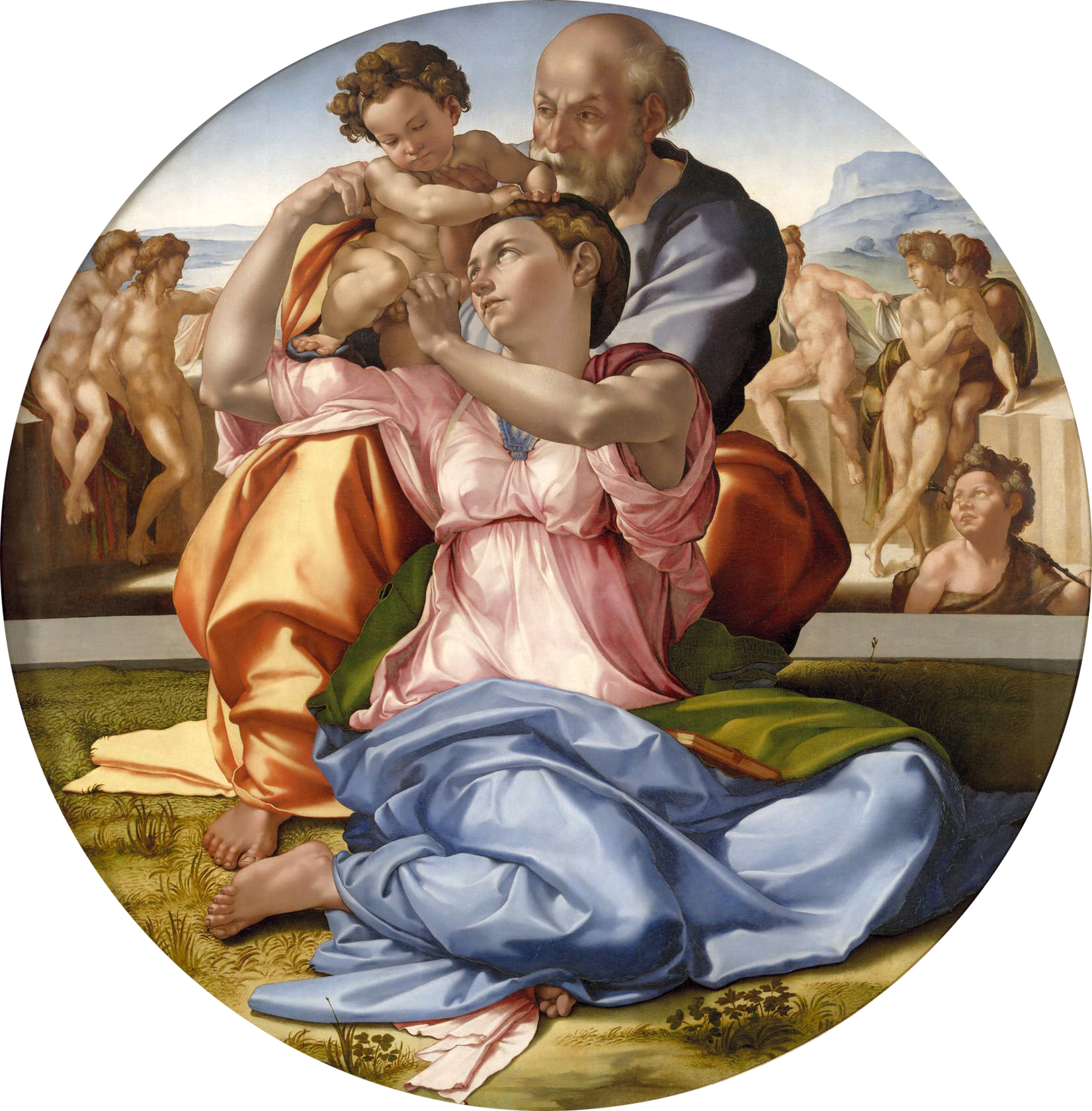
Eines der berühmtesten Tondi ist wohl das Tondo Doni von Michelangelo.

Tondi waren auch bei der innenarchitektonischen Ausschmückung der Gebäude weit verbreitet. Zur Zierde von Aulen, Foyers, Eingangshallen und Treppenanlagen wurden sie gerne, in eigens gestalteten Nischen, zur Gliederung der Wandflächen eingebunden. Ebenso sind Tondi bis heute auf Stelen und Grabmalen zu finden.
Das kreisrunde Format sollte die Würde und Distanziertheit des Dargestellten unterstreichen, aber auch die mögliche Konzentration auf ein Bildthema ermöglichen und seine Wirkung verstärken.